# Néma (Burkina Faso)
Pour les articles homonymes, voir Néma.
Ne doit pas être confondu avec Nama (Burkina Faso).
Néma est une localité située dans le département de Kalsaka de la province du Yatenga dans la région Nord au Burkina Faso.

## Santé et éducation
Le centre de soins le plus proche de Néma est le centre de santé et de promotion sociale (CSPS) de Kalsaka tandis que le centre médical avec antenne chirurgicale (CMA) de la province se trouve à Séguénéga.